# Manuel Viola
José Viola Gamón – hiszpański malarz abstrakcjonista znany jako Manuel Viola; to imię przyjął po zakończeniu Hiszpańskiej wojny domowej. Należał do artystycznej grupy El Paso. Współpracował z Królewską Manufakturą Tapiserii Santa Bárbara projektując gobeliny.